# نبوءات الرسول محمد
نبوءات الرسول محمد يُقصد بها الأخبار الغيبية التي أخبر بها النبي محمد سواء كانت حدثت فيما بعد أثناء حياته، أو تحققت بعد وفاته، أو لم تتحقق بعد وينتظر المسلمون تحققها مثل بعض علامات الساعة الصغرى وعلامات الساعة الكبرى.
تعتبر النبوّة أحد أركان الدين لدى مختلف طوائف المسلمين بالإجماع. يتفق المسلمون على أنّ النبيّ معصوم من الخطأ والنسيان، وأن ما ينطقه هو وحي من الله حسب ما جاء في سورة النجم: ﴿وَمَا يَنْطِقُ عَنِ الْهَوَى ۝٣ إِنْ هُوَ إِلَّا وَحْيٌ يُوحَى ۝٤﴾ [النجم:3–4]، لذا يؤمن المسلمون بأن ما أخبر به النبي من نبوءات غيبية هو من الوحي المتحقق. وتتنوّع النبوءات التي أخبر بها النبي بين البشارة بـ «استشهاد» عددٍ من أصحابه، والإخبار بتمكين المسلمين وظهورها على أعدائها، والتحذير مما سيحدث للمسلمين من الافتراق والبعد عن منهج الإسلام، والتنبّؤ بزوال بعض الممالك والدول من بعده وفتح البعض الآخر، والبيان لأشراط الساعة وما بين يديها من الفتن، وغير ذلك من الأخبار.

## نبوءات تحققت في زمن النبي

### انتشار الإسلام في الجزيرة العربية
عن خباب بن الأرت قال: شكونا إلى رسول الله ﷺ وهو يومئذ متوسد بردة في ظل الكعبة،
فقلنا: ألا تستنصر لنا الله تبارك وتعالى، أو ألا تستنصر لنا؟ فقال رسول الله:«قد كان الرجل فيمن كان قبلكم يؤخذ فيحفر له في الأرض، فيجاء بالمنشار على رأسه فيجعل بنصفين فما يصده ذلك عن دينه، ويمشط بأمشاط الحديد ما دون عظمه من لحم وعصب فما يصده ذلك، والله ليتمن الله عز وجل هذا الأمر حتى يسير الراكب من صنعاء إلى حضرموت لا يخاف إلا الله تعالى، والذئب على غنمه، ولكنكم تستعجلون» 
وقد وقع هذا الأمر في حياته ﷺ فدانت الجزيرة كلها بالإسلام، وأمن الناس فيها من أقصاها إلى أقصاها، وكان تصور هذا ضرب من الخيال، فقد كان القتل وقطع الطريق، والإغارة والنهب والسلب في كل ركن من أركانها إلا المسجد الحرام فقط.

### فتح جزيرة العرب ثم فارس ثم الروم
عن نافع بن عتبة قال: كنا مع رسول الله ﷺ في غزوة قال: فأتى النبي ﷺ قوم من قبل المغرب عليهم ثياب الصوف فوافقوه عند أكمة فإنهم لقيام ورسول الله ﷺ قاعد
قال: فقالت لي نفسي ائتهم فقم بينهم وبينه لا يغتالونه
قال: ثم قلت لعله نجى معهم فأتيتهم فقمت بينهم وبينه فحفظت منه أربع كلمات أعدهن في يدي
قال: «تغزون جزيرة العرب فيفتحها الله، ثم فارس فيفتحها الله ثم تغزون الروم فيفتحها الله، ثم تغزون الدجال فيفتحه الله»
قلت: ويبقى فتح الدجال، وسيقع الأمر فيه كما حدث ﷺ تماماً، وسيكون ذلك آية أخرى لمن يشهدها في وقتها.

### فتح كنوز كسرى
عن عدي بن حاتم قال: بينما أنا عند النبي ﷺ إذا أتاه رجل فشكا إليه الفاقة، ثم أتاه آخر فشكا إليه قطع السبيل
فقال: يا عدي، هل رأيت الحيرة؟
قلت: لم أرها، وقد أنبئت عنها
قال: فإن طالت بك حياة لترين الظعينة ترتحل من الحيرة حتى تطوف بالكعبة لا تخاف أحداً إلا الله، قلت فيما بيني وبين نفسي فأين دعار (الدعار هو الخبث الشديد) طيء الذين قد سعروا البلاد؟ ولئن طالت بك حياة لتفتحن كنوز كسرى
قلت: كسرى بن هرمز؟
قال: كسرى بن هرمز. ولئن طالت بك حياة لترين الرجل يخرج ملء كفه من ذهب أو فضة يطلب من يقبله منه فلا يجد أحداً يقبله منه، وليلقين الله أحدكم يوم يلقاه وليس بينه وبينه ترجمان يترجم له، فيقولن ألم أبعث إليك رسولاً فيبلغك فيقول بلى
فيقول: ألم أعطك مالاً وأفضل عليك؟
فيقول: بلى فينظر عن يمينه فلا يرى إلا جهنم، وينظر عن يساره فلا يرى إلا جهنم
قال عدي: سمعت النبي صلى الله عليه وسلم يقول: اتقوا النار ولو بشق تمرة، فمن لم يجد شق تمرة فبكلمة طيبة
قال عدي: فرأيت الظعينة ترتحل من الحيرة حتى تطوف بالكعبة لا تخاف إلا الله، وكنت فيمن افتتح كنوز كسرى بن هرمز، ولئن طالت بكم حياة لترون ما قال النبي أبو القاسم ﷺ: يخرج ملء كفه - 

### مصارع قريش يوم بدر
روى مسلم أن رسول الله ﷺ قام يوم بدر قبل قتال المشركين وقال: هذا مصرع فلان، ووضع يده على الأرض، ثم قال: هذا مصرع فلان، ووضع يده عليها، وذكرهم واحدًا واحدًا مشيرًا إلى مصارعهم، فصرعوا كذلك، ما تجاوز أحد منهم موضعه الذي أشار إليه ﷺ.

### مقتل أمية بن خلف
عن عبد الله بن مسعود قال انطلق سعد بن معاذ معتمرا فنزل على صفوان بن أمية بن خلف وكان أمية إذا انطلق إلى الشام فمر بالمدينة نزل على سعد فقال أمية لسعد انتظر حتى إذا انتصف النهار وغفل الناس انطلقت فطفت فبينما سعد يطوف إذ أتاه أبو جهل فقال من هذا يطوف بالكعبة آمنا قال سعد أنا سعد فقال أبو جهل تطوف بالكعبة أمنا وقد آويتم محمدا صلى الله عليه وسلم فتلاحيا فقال أمية لسعد لا ترفعن صوتك على أبي الحكم فإنه سيد أهل الوادي فقال له سعد والله ان منعتني ان أطوف بالبيت لأقطعن إليك متجرك إلى الشام فجعل أمية يقول لا ترفعن صوتك على أبي الحكم وجعل يمسكه
فغضب سعد فقال دعنا منك فإني سمعت محمدا يزعم انه قاتلك قال إياي قال نعم قال والله ما يكذب محمد فلما خرجوا رجع إلى امرأته فقال أما علمت ما قال لي اليثربي فأخبرها به فلما جاء الصريخ وخرجوا إلى بدر قالت امرأته أما تذكر ما قال أخوك اليثربي فأراد أن لا يخرج فقال له أبو جهل انك من أشراف الوادي فسر معنا يوما أو يومين فسار معهم فقتله الله عز وجل.

### خراب خيبر
لما قدم رسول الله ﷺ خيبر صلى بهم الصبح وركب المسلمون، فخرج أهل خيبر بمساحيهم ومكاتلهم، ولا يشعرون، بل خرجوا لأرضهم، فلما رأوا الجيش قالوا: محمد والله، محمد والجيش، ثم رجعوا هاربين إلى حصونهم، فقال النبي ﷺ: الله أكبر خربت خيبر، الله أكبر خربت خيبر، إنا إذا نزلنا بساحة قوم، فساء صباح المنذرين.

### موت النجاشي
عن أبي هريرة  أن رسول الله ﷺ نعى النجاشي في اليوم الذي مات فيه، فخرج إلي المصلى فصفهم وكبر أربعا.

## نبوءات تحققت بعد زمن النبي

### أول من يموت بعده من أهله فاطمة
قوله ﷺ لابنته فاطمة  (وَإِنَّكِ أَوَّلُ أَهْلِي لُحُوقًا بِي وَنِعْمَ السَّلَفُ أَنَا لَكِ). قال الحافظ ابن حجر: " وفي الحديث إخباره صلى الله عليه وسلم بما سيقع، فوقع كما قال، فإنهم اتفقوا على أن فاطمة عليها السلام كانت أول مَن مات مِن أهل بيت النبي ﷺ بعده حتى مِن أزواجه " )

### إذا هلك كسرى فلا كسرى بعده، وإذا هلك قيصر فلا قيصر بعده
عن أبي هريرة  أن رسول الله ﷺ قال: إذا هلك كسرى فلا كسرى بعده، وإذا هلك قيصر فلا قيصر بعده، والذي نفسي بيده لتنفقن كنوزهما في سبيل الله. وقد وقع الأمر تماماً كما قال ﷺ فإنه لم يأت بعد كسرى كسرى غيره، ولما هدمت دولة القياصرة فلم تقم لهم دولة بعد ذلك وإلى يومنا هذا.

### فتح بيت المقدس وطاعون عمواس

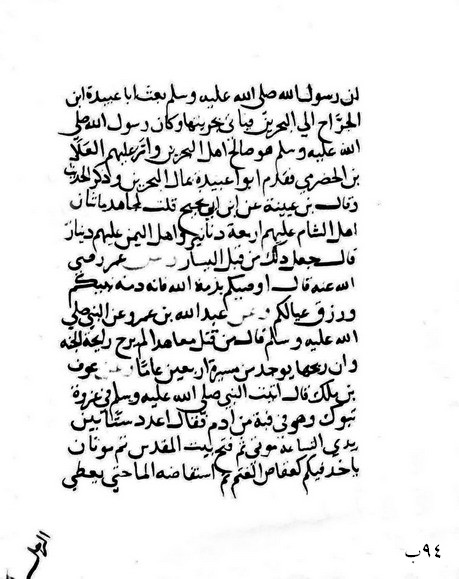
مخطوط يحتوي على مقطع من الحديث النبوي، يعود لعام 858 هـ للصفحة 94 من كتاب جامع أحكام البخاري لبدر الدين بن جماعة، محفوظ في مكتبة تشستر بيتي بإيرلندا.

جاء في العديد من كتب الحديث وروى البخاري في صحيحه من حديث الصحابي عوف بن مالك أن النبي محمداً ذكر ست علامات من علامات الساعة الصغرى بترتيب زمني تحدث بين عصر النبي وبين قيام الساعة، فيقول عوف بن مالك: «أَتَيْتُ النَّبِيَّ ﷺ فِي غَزْوَةِ تَبُوكَ وَهُوَ فِي قُبَّةٍ مِنْ أَدَمٍ، فَقَالَ: «اعْدُدْ سِتًّا بَيْنَ يَدَيِ السَّاعَةِ: مَوْتِي، ثُمَّ فَتْحُ بَيْتِ الْمَقْدِسِ، ثُمَّ مُوتَانٌ يَأْخُذُ فِيكُمْ كَقُعَاصِ الْغَنَمِ، ثُمَّ اسْتِفَاضَةُ الْمَالِ حَتَّى يُعْطَى الرَّجُلُ مِئَةَ دِينَارٍ فَيَظَلُّ سَاخِطًا، ثُمَّ فِتْنَةٌ لَا يَبْقَى بَيْتٌ مِنَ الْعَرَبِ إِلَّا دَخَلَتْهُ، ثُمَّ هُدْنَةٌ تَكُونُ بَيْنَكُمْ وَبَيْنَ بَنِي الْأَصْفَرِ فَيَغْدِرُونَ، فَيَأْتُونَكُمْ تَحْتَ ثَمَانِينَ غَايَةً، تَحْتَ كُلِّ غَايَةٍ اثْنَا عَشَرَ أَلْفًا».
فكان شرح الحديث عند علماء المسلمين أن العلامات الستة أولها موت النبي محمد، وهو ما حدث في 11 هـ، ثم فتح بيت المقدس، وهو ما حدث في 15 هـ، ثم تلاه موت ينتشر بين المسلمين كَقُعَاصِ الْغَنَمِ، وهو ما حدث في طاعون عمواس والمجاعة التي حدثت في عام الرمادة سنة 18 هـ، ثم استفاضة المال وهو ما حدث بعد اتساع رقعة الدولة الإسلامية، خاصةً استفاضة المال بين عوام الناس بسبب الإصلاحات في زمن عمر بن عبد العزيز، ثم فتنة لا يبقى بيت من العرب إلا دخلته، وهي ما يعتقد بعض الشُرَّاح أنها فتنة مقتل عثمان. قال ابن حجر: «وَيُقَالُ إِنَّ هَذِهِ الْآيَةَ ظَهَرَتْ فِي طَاعُونِ عَمَوَاسَ فِي خِلَافَةِ عُمَرَ وَكَانَ ذَلِكَ بَعْدَ فَتْحِ بَيْتِ الْمَقْدِسِ». وقال الزمخشري: «إنَّ هَذِه الآفَة ظَهرت فِي طَاعُون عمواس في خِلافة عُمر فَمَات مِنها سَبعون ألفًا في ثلاثة أيامٍ وَكَان ذَلك بَعد فَتْح بيتِ المَقْدِس».

### فتح مصر
يُؤمن المُسلمون بأنَّ الرسول مُحمَّد تنبأ وبشَّر بِفتح مصر قبل حُصول هذا الأمر بِسنواتٍ عديدةٍ، ووردت في ذلك عدَّة أحاديث، ومن ذلك حديثٌ رواه الإمام مُسلم بن الحجَّاج في صحيحه عن جابر بن سمُرة عن نافع بن عُتبة عن الرسول أنَّهُ قال: «تَغْزُونَ جَزِيرَةَ الْعَرَبِ فَيَفْتَحُهَا اللهُ، ثُمَّ فَارِسَ فَيَفْتَحُهَا اللهُ، ثُمَّ تَغْزُونَ الرُّومَ فَيَفْتَحُهَا اللهُ، ثُمَّ تَغْزُونَ الدَّجَّالَ فَيَفْتَحُهُ اللهُ»، ومن المعروف أنَّ مصر كانت جُزءًا من بلاد الروم. وكذلك فقد أخبر الرسول بفتح مصر تحديدًا، ودعا إلى الإحسان إلى أهلها إكرامًا لهاجر أُم النبي إسماعيل وزوجة النبيّ إبراهيم، فقد كانت من أرض مصر، كما أخبر بدخول أهلها في الإسلام واشتراكهم مع إخوانهم في التمكين له. فقد ورد عن عن أبي ذرٍّ الغفَّاريّ أنَّهُ قال: «قَالَ رَسُولُ اللهِ ﷺ: إِنَّكُم سَتَفْتَحُونَ مِصْرَ، وَهِيَ أَرْضٌ يَسمَّى فِيْهَا القِيْرَاط، فَإِذَا فَتَحْتُمُوهَا، فَأَحْسِنُوا إِلَى أَهْلِهَا؛ فَإِنَّ لَهُم ذِمَّةٌ وَرَحِمًا، فَإِذَا رَأَيْتَ رَجُلَيْنِ يَخْتَصِمَانِ فِيْهَا فِي مَوْضِعَ لَبْنَة، فاخرُج مِنْهَا». قال: «فَرَأَيْتُ عَبْدُ الرَّحمٰنِ بنُ شُرحَبِيل بنُ حَسَنَة وَأَخَاهُ رَبِيْعَة، يَخْتَصِمَانِ فِي مَوضِعَ لَبَنَة، فَخَرَجْتُ مِنْهَا». وفي روايةِ لابن حبَّان أنَّ الرسول قال عن أهل مصر: «فَاسْتَوْصُوا بِهِم خَيْرًا، فَإنَّهُم قُوَّةٌ لَكُم، وَبَلَاغٌ إِلَى عَدُوِّكُم بِإِذْنِ الله». وفي روايةٍ أُخرى عن عبد الملك بن مسلمة عن الليث وابن لهيعة بأنَّ الرسول مُحمَّد قال عندما حضرته الوفاة: «الله الله فِي قِبْطِ مِصْرَ فَإِنَّكُمُ سَتَظْهَرُوْنَ عَلَيْهِم وَيَكُونُونَ لَكُمُ عِدَّة وَأَعْوَانًا فِي سَبِيْلِ اللهِ».

### مقتلعمر
عن حذيفة بن اليمان أنه قال:
كنا عند عمر فقال أيكم يحفظ حديث رسول الله ﷺ في الفتنة كما قال قال فقلت أنا قال إنك لجريء وكيف قال قال قلت سمعت رسول الله صلى الله عليه وسلم يقول فتنة الرجل في أهله وماله ونفسه وولده وجاره يكفرها الصيام والصلاة والصدقة والأمر بالمعروف والنهي عن المنكر فقال عمر ليس هذا أريد إنما أريد التي تموج كموج البحر قال فقلت مالك ولها يا أمير المؤمنين إن بينك وبينها بابا مغلقا قال أفيكسر الباب أم يفتح قال قلت لا بل يكسر قال ذلك أحرى أن لا يغلق أبدا قال فقلنا لحذيفة هل كان عمر يعلم من الباب قال نعم كما يعلم أن دون غد الليلة إني حدثته حديثا ليس بالأغاليط قال فهبنا أن نسأل حذيفة من الباب فقلنا لمسروق سَلْهُ فسأله فقال عمر .
وهكذا وقع الأمر سواء بعد ما قتل في سنة ثلاث وعشرين وقعت الفتن بين الناس وكان قتله سبب انتشارها بينهم.

### الغزوة الأولى في البحر

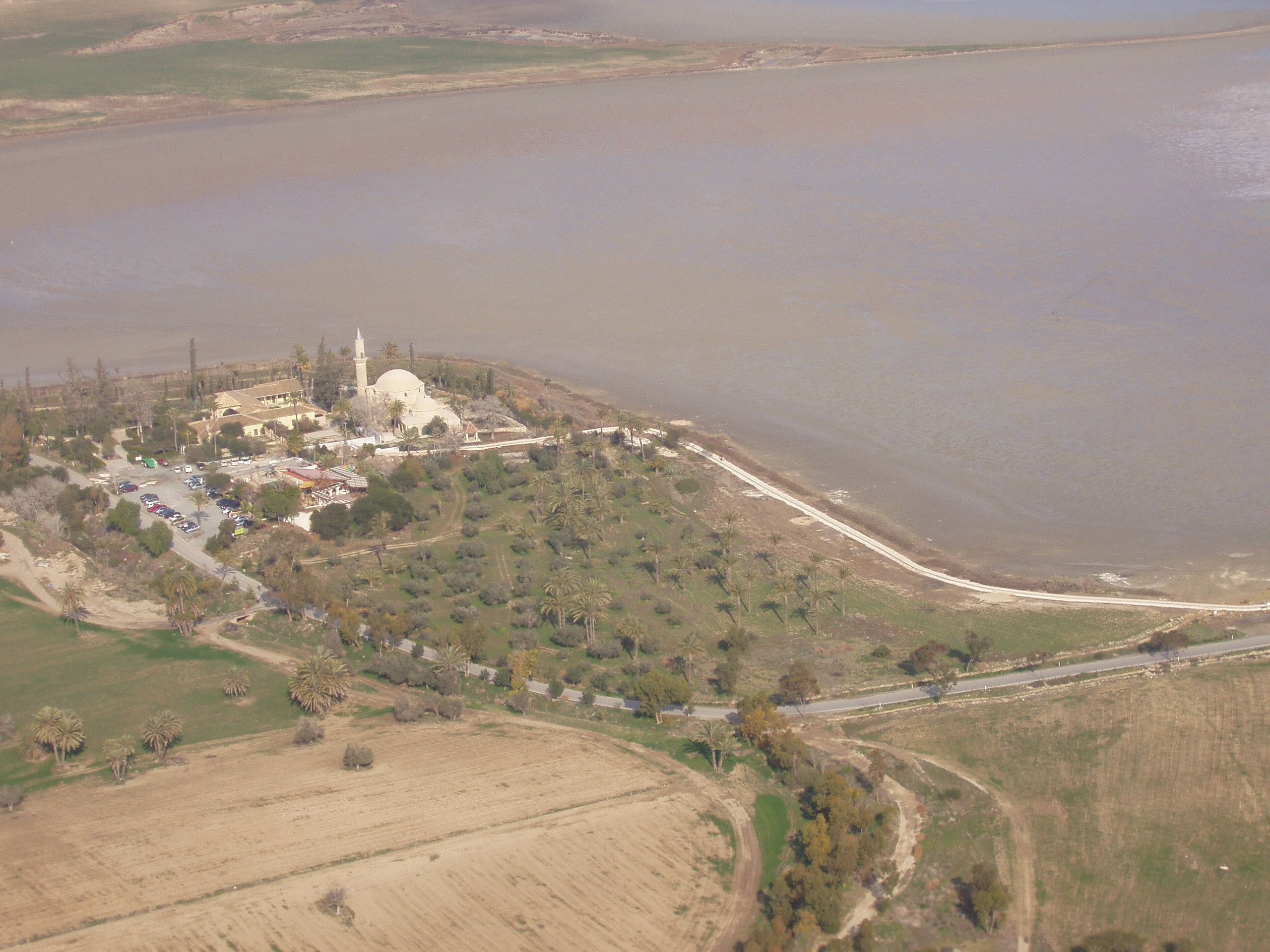
قبر أم حرام بنت ملحان في قبرص الذي يُعرَف بقبر المرأة الصالحة. بُني خِلال العصر العُثماني بِحسب شهادة بعض الرحَّالة الغربيين، وكان يُسمَّى «تكيَّة هالة سُلطان».

تنبأ النبي مُحمَّد بِغزو المُسلمين البحر وأنَّ أم حرام بنت ملحان ستكون في هذه الغزوة، فقد روى البُخاري ومُسلم في صحيحهما أنَّ أنس بن مالك قال:
| نبوءات الرسول محمد | كان رسولُ اللهِ ﷺ إذا ذهَب إلى قُباءَ، يَدخُلُ على أمِّ حَرامٍ بنتِ مِلحانَ فتُطعِمُه، وكانت تحتَ عُبادَةَ بنِ الصامِتِ، فدخَل يومًا فأطعمْتُه، فنام رسولُ اللهِ ﷺ، ثم استيقَظَ يضحَكُ، قالتْ : "فقلتُ: ما يُضحِكُكَ يا رسولَ اللهِ؟" فقال: "ناسٌ من أمتي عُرِضوا عليَّ غُزاةً في سبيلِ اللهِ، يركَبونَ ثَبَجَ هذا البحرِ، مُلوكًا على الأسِرَّةِ"، أو قال: "مِثلَ المُلوكِ على الأسِرَّةِ"، فقلتُ: "ادعُ اللهَ أن يجعَلني منهم"، فدعا، ثم وضَع رأسَه فنام، ثم استيقَظ يَضحَكُ، فقلتُ: "ما يُضحِكُكَ يا رسولَ اللهِ؟"، قال: "ناسٌ من أمتي عُرِضوا عليَّ غُزاةً في سبيلِ اللهِ، يركَبونَ ثَبَجَ هذا البحرِ، مُلوكًا على الأسِرَّةِ"، أو: "مِثلَ المُلوكِ على الأسِرَّةِ"، فقلتُ: "ادعُ اللهَ أن يجعَلني منهم"، قال: "أنتِ من الأوَّلينِ". فرَكِبَتِ البحرَ في زمانِ مُعاوِيَةَ، فصُرِعَتْ عن دابَّتِها حين خرجَتْ من البحرِ، فهلَكَتْ. | نبوءات الرسول محمد |

 وكان ذلك سنة 27 هـ في زمان عثمان بن عفان.

### أبو ذر يمشي وحده ويموت وحده ويبعث وحده
عن عبد الله بن مسعود  قال: لما سار رسول الله ﷺ إلى تبوك جعل لا يزال الرجل يتخلف فيقولون: يا رسول الله، تخلف فلان، فيقول: دعوه، إن يك فيه خير فسيلحقه الله بكم، وإن يك غير ذلك فقد أراحكم الله منه، حتى قيل: يا رسول الله! تلف أبو ذر وأبطأ به بعيره، فقال: دعوه، إن يك فيه خير فسيلحقه الله بكم، وإن يك غير ذلك فقد أراحكم الله منه، فتلوم أبو ذر بعيره فلما أبطأ عليه أخذ متاعه فجعله على ظهره، ثم خرج يتبع رسول الله ﷺ ماشيًا، ونزل رسول الله ﷺ بعض منازله ونظر ناظر من المسلمين فقال: يا رسول الله! إن هذا الرجل ماشي على الطريق، فقال رسول الله صلى الله عليه وسلم: كن أبا ذر، فلما تأمله القوم قالوا: يا رسول الله! هو والله أبو ذر، فقال رسول الله صلى الله عليه وسلم: يرحم الله أبا ذر، يمشي وحده، ويموت وحده، ويبعث وحده. قال: فضرب الدهر ضربه (أي مرت الأيام) وسار أبو ذر إلى الربذة، فلما حضره الموت أوصى امرأته وغلامه فقال: إذا مت فاغسلاني وكفناني من الليل ثم ضعاني على قارعة الطريق، فأول ركب يمرون بكم فقولا: هذا أبو ذر، فلما مات فعلوا به كذلك، فاطلع ركب فما علموا به حتى كادت ركابهم تطأ سريره، فإذا ابن مسعود في رهط من أهل الكوفة فقال: ما هذا؟ فقيل: جنازة أبي ذر، فاستهل ابن مسعود يبكي، وقال: صدق رسول الله صلى الله عليه وسلم: يرحم الله أبا ذر، يمشي وحده، ويموت وحده، ويبعث وحده. فنزل فوليه بنفسه حتى أجنه (دفنه وأقبره).

### عثمان تصيبه البلوى
عن أبي موسى  قال: توضأت في بيتي ثم خرجت فقلت: لأكونن اليوم مع رسول الله صلى الله عليه وسلم، فجئت المسجد فسألت عنه فقالوا: خرج وتوجه هاهنا، فخرجت في أثره حتى جئت بئر أريس، وما بها من جريد، فمكثت عند بابها حتى علمت أن النبي ﷺ قد قضى حاجته وجلس، فجئته فسلمت عليه، فإذا هو قد جلس على قف بئر أريس فتوسطه ثم دلى رجليه في البئر وكشف عن ساقيه، فرجعت إلى الباب وقلت: لأكونن بواب رسول الله صلى الله عليه وسلم، فلم أنشب أن دق الباب، فقلت: من هذا؟ قال: أبو بكر، قلت: على رسلك، وذهبت إلى النبي ﷺ فقلت: يا رسول الله هذا أبو بكر يستأذن، فقال: ائذن له وبشره بالجنة، قال: فخرجت مسرعًا حتى قلت لأبي بكر: ادخل ورسول الله ﷺ يبشرك بالجنة، قال: فدخل حتى جلس إلى جنب النبي ﷺ في القف على يمينه ودلى رجليه وكشف عن ساقيه كما صنع النبي صلى الله عليه وسلم. قال: ثم رجعت وقد كنت تركت أخي يتوضأ، وقد كان قال لي: أنا على إثرك، فقلت: إن يرد الله بفلان خيرًا يأت به. قال: فسمعت تحريك الباب فقلت: من هذا؟ قال: عمر، قلت: على رسلك، قال: وجئت النبي ﷺ فسلمت عليه وأخبرته، فقال: ائذن له وبشره بالجنة، قال: فجئت وأذنت له وقلت له: رسول الله ﷺ يبشرك بالجنة، قال: فدخل حتى جلس مع رسول الله ﷺ على يساره وكشف عن ساقيه ودلى رجليه في البئر كما صنع النبي ﷺ وأبو بكر، قال: ثم رجعت فقلت: إن يرد الله بفلان خيرًا يأت به، يريد أخاه، فإذا تحريك الباب، فقلت: من؟ قال: عثمان بن عفان، قلت: على رسلك، وذهبت إلى رسول الله ﷺ فقلت: هذا عثمان يستأذن، فقال: ائذن له وبشره بالجنة على بلوى تصيبه، قال: فجئت فقلت: رسول الله ﷺ يأذن لك ويبشرك بالجنة على بلوى أو بلاء يصيبك، فدخل وهو يقول: الله المستعان، فلم يجد في القف مجلسًا فجلس وجاههم من شق البئر وكشف عن ساقيه ودلاهما في البئر كما صنع رسول الله صلى الله عليه وسلم، وأبو بكر وعمر .

قال سعد بن المسيب: «فأولتها قبورهم»؛ اجتمعت وانفرد عثمان. وهذا البلاء الذي أصاب عثمان  هو ما وقع من قتله وحصره ومنع الماء عنه، على يد رعاع أهل الأمصار ومن دبر هذه المكيدة وخطط لها وأشعلها من اليهود خصوصًا عبد الله بن سبأ اليهودي المعروف بابن السوداء ، وبعد أن قتلوه ألقوه على الطريق أيامًا لا يصلى عليه ولا يلتفت إليه، حتى غُسل بعد ذلك وصُلي عليه ودُفن بحش كوكب، بستان في طريق البقيع. وقد بلغ هؤلاء القتلة الخونة الفجرة من الخسة والدناءة والوقاحة ما لا يخطر على بال؛ حين قتلوه، رضي الله عنه، وهو يقرأ القرآن، فتقدم أحدهم عليه فركل المصحف برجله.

### مقاتلة الزبير لعلي
لما دنا علي وأصحابه من طلحة والزبير ودنت الصفوف بعضها من بعض، خرج علي  وهو على بغلة رسول الله ﷺ فنادى: ادعوا لي الزبير بن العوام؛ فإني علي، فدُعي له الزبير، فأقبل حتى اختلفت أعناق دوابهما، فقال علي: يا زبير أنشدتك بالله أتذكر يوم مر بك رسول الله ﷺ ونحن في مكان كذا وكذا؟
فقال: يا زبير تحب عليًا؟
فقلت: ألا أحب ابن خالي وابن عمي وعلى ديني
فقال: يا علي أتحبه؟
فقلت: يا رسول الله، ألا أحب ابن عمتي وعلى ديني
فقال: يا زبير، أما والله لتقاتلنه وأنت له ظالم
قال: بلى، والله لقد نسيته منذ سمعته من قول رسول الله صلى الله عليه وسلم ثم ذكرته الآن، والله لا أقاتلك،
فرجع الزبير على دابته يشق الصفوف، فعرض له ابنه عبد الله بن الزبير فقال: مالك؟ فقال: ذكرني علي حديثًا سمعته من رسول الله ﷺ سمعته يقول: لتقاتلنه وأنت له ظالم، فلا أقاتله
قال: وللقتال جئت! وإنما جئت تصلح بين الناس ويصله الله هذا المر
قال: قد حلفت ألا أقاتله
قال: فأعتق غلامك جرجس وقف حتى تصلح بين الناس، فأعتق غلامه ووقف، فلما اختلف الناس ذهب على فرسه.

### مقتل عمار بن ياسر
تواترت أحاديث عدة عن النبي محمد حول مقتل عمار بن ياسر بأنه: «تقتله الفئة الباغية»، عن رواة عدة منهم أم سلمة وأبو قتادة الأنصاري وأبو هريرة وعبد الله بن عمرو بن العاص وحذيفة بن اليمان وعثمان بن عفان وعبد الله بن مسعود وعبد الله بن عباس وآخرين. وقد ذكر أبو عبد الرحمن السلمي أنه رأى عمار بن ياسر يوم صفين لا يتوجّه في ناحية ولا واد من أودية صفين، إلا وأصحاب النبي محمد يتبعونه، كأنه علم لهم، كما سمعه يومئذ يقول لهاشم بن عتبة بن أبي وقاص: «يا هاشم، تفر من الجنة! الجنة تحت الهارقة، اليوم ألقى الأحبة، محمدًا وحزبه، والله لو ضربونا حتى يبلغوا بنا سعفات هُجَر لعلمت أنّا على حق، وأنهم على الباطل». وقد استرشد الكثيرون بذلك في أن الحق مع علي بن أبي طالب في حربه مع معاوية بن أبي سفيان كخزيمة بن ثابت الذي كان قد اعتزل القتال، حتى قُتل عمار فانضم إلى جيش علي.

### صلحالحسنبين فئتين عظيمتين من المسلمين
يؤمن أهل السنة والجماعة بأن النبي محمد قد بشر وتنبأ بأن الحسن سيصلح بين فئتين عظيمتين من المسلمين قبل حصول هذا الأمر بسنوات بعيدة، فقد ورد في ذلك حديث نبوي رواه البخاري في صحيحه عن الحسن البصري قال: «وَلَقَدْ سَمِعْتُ أَبَا بَكْرَةَ، قَالَ: بَيْنَا النَّبِيُّ صَلَّى اللهُ عَلَيْهِ وَسَلَّمَ يَخْطُبُ، جَاءَ الحَسَنُ، فَقَالَ النَّبِيُّ صَلَّى اللهُ عَلَيْهِ وَسَلَّمَ: «ابْنِي هَذَا سَيِّدٌ، وَلَعَلَّ اللَّهَ أَنْ يُصْلِحَ بِهِ بَيْنَ فِئَتَيْنِ مِنَ المُسْلِمِينَ».» وجاء الحديث لدى أحمد بن حنبل في مسنده عن الحسن البصري قال: «سَمِعْتُ أَبَا بَكْرَةَ، وَقَالَ سُفْيَانُ مَرَّةً: عَنْ أَبِي بَكَرَةَ، رَأَيْتُ رَسُولَ اللَّهِ صَلَّى اللهُ عَلَيْهِ وَسَلَّمَ عَلَى الْمِنْبَرِ وَحَسَنٌ مَعَهُ، وَهُوَ يُقْبِلُ عَلَى النَّاسِ مَرَّةً، وَعَلَيْهِ مَرَّةً، وَيَقُولُ: «إِنَّ ابْنِي هَذَا سَيِّدٌ، وَلَعَلَّ اللَّهَ أَنْ يُصْلِحَ بِهِ بَيْنَ فِئَتَيْنِ مِنَ الْمُسْلِمِينَ».» وقد وقع هذا الخبر كما أخبر بعد موت الرسول بنحو ثلاثين سنة سنة 40 هـ، لما اتفق الحسن مع معاوية بن أبي سفيان على الصلح وتنازل عن الخلافة.

### الخلافة ثلاثون سنة
عن سفينة مولى رسول الله ﷺ قال: قال رسول الله ﷺ: خلافة النبوة ثلاثون سنة، ثم يؤتي الله الملك من يشاء. وفي رواية: ثم تكون ملكًا.
وقد وقع ما أخبر به رسول الله ﷺ؛ فقد كانت خلافة أبي بكر رضي الله عنه سنتين وثلاثة أشهر، وخلافة عمر بن الخطاب رضي الله عنه عشر سنين وستة أشهر، وخلافة عثمان بن عفان رضي الله عنه اثنتي عشرة سنة، وخلافة علي بن أبي طالب رضي الله عنه أربع سنين وتسعة أشهر، يضاف إليها ستة أشهر وهي مدة خلافة الحسن بن علي رضي الله عنهما، فتصير ثلاثين سنة؛ لأن وفاة النبي ﷺ كانت في ربيع الأول سنة إحدى عشر، وتنازل الحسن لمعاوية رضي الله عنهما كان في ربيع الأول سنو إحدى وأربعون من الهجرة النبوية.

### مقتل الحسين
روي عن النبي عدة مرويات أنه أخبر بأن الحُسين سيُقتل، منها أن جبريل أو ملك المطر أخبره بذلك، ومنها أنه رأى رؤيا بذلك، فروى أحمد بن حنبل في مسنده عن أنس بن مالك قال: «اسْتَأْذَنَ مَلَكُ الْمَطَرِ أَنْ يَأْتِيَ النَّبِي ﷺ فَأَذِنَ لَهُ، فَقَالَ لأم سلمة : «احْفَظِي عَلَيْنَا الْبَابَ لَا يَدْخُلْ أَحَدٌ» فَجَاءَ الْحُسَيْنُ بْنُ عَلِيٍّ، فَوَثَبَ حَتَّى دَخَلَ فَجَعَلَ يَصْعَدُ عَلَى مَنْكِبِ النَّبِيِّ ﷺ فَقَالَ لَهُ الْمَلَكُ: أَتُحِبُّهُ؟، فقال النبي ﷺ «نَعَمْ» قال: فَإِنَّ أُمَّتَكَ تَقْتُلُهُ، وَإِنْ شِئْتَ أَرَيْتُكَ الْمَكَانَ الَّذِي يُقْتَلُ فِيهِ، قال: فَضَرَبَ بِيَدِهِ فَأَرَاهُ تُرَابًا أَحْمَرَ، فأخذت أم سلمة ذَلِكَ التُّرَابَ فَصَرَّتْهُ فِي طَرَفِ ثَوْبِهَا، قال: فَكُنَّا نَسْمَعُ: يُقْتَلُ بِكَرْبَلَاءَ.». وروى البيهقي في سننه عن أم سلمة أنها قالت: «أَنَّ رَسُولَ اللَّهِ ﷺ اضْطَجَعَ ذَاتَ يَوْمٍ، فَاسْتَيْقَظَ وَهُوَ خَاثِرٌ، ثُمَّ اضْطَجَعَ فَرَقَدَ، ثُمَّ اسْتَيْقَظَ وَهُوَ خَاثِرٌ، دُونَ مَا رَأَيْتُ مِنْهُ فِي الْمَرَّةِ الْأُولَى، مَّ اضْطَجَعَ وَاسْتَيْقَظَ وَفِي يَدِهِ تُرْبَةٌ حَمْرَاءُ وَهُوَ يُقَلِّبُهَا، فقلت: مَا هَذِهِ التُّرْبَةُ يَا رَسُولَ اللَّهِ؟ قال: «أَخْبَرَنِي جبريل أَنَّ هَذَا يُقْتَلُ بِأَرْضِ الْعِرَاقِ - لِلْحُسَيْنِ -»، قال: قلت له: يَا جِبْرِيلُ، أرِنِي تُرْبَةَ الْأَرْضِ الَّتِي يُقْتَلُ بِهَا، فَهَذِهِ تُرْبَتُهَا.». وكذلك قوله: «لَقَدْ دَخَلَ عَلَيَّ الْبَيْتَ مَلَكٌ لَمْ يَدْخُلْ عَلَيَّ قَبْلَهَا، فَقَالَ لِي: إِنَّ ابْنَكَ هَذَا حُسَيْنٌ مَقْتُولٌ، وَإِنْ شِئْتَ أَرَيْتُكَ مِنْ تُرْبَةِ الْأَرْضِ الَّتِي يُقْتَلُ بِهَا، فَأَخْرَجَ تُرْبَةً حَمْرَاءَ»، وأخرج ابن السكن والبغوي عن أنس بن الحارث الكاهلي عن النبي محمد أنه قال: «إن إبني هذا - يعني الحسين - يقتل بأرض يقال لها كربلاء فمن شهد ذلك منكم فلينصره».

### ظهور الحجاج بن يوسف الثقفي و المختار الثقفي
قال رسول الله :«في ثقيفٍ كذَّابٌ ومبيرٌ» أي يخرج من قبيلة ثقيف كذاب ومبير فلمَّا قتلَ الحجَّاجُ بنُ يوسفَ عبدَ اللَّهِ بنَ الزُّبَيْرِ دخلَ الحجَّاجُ على أسماءَ بنتِ أبي بَكْرٍ ، فقالَ لَها: يا أمَّة ، إنَّ أميرَ المؤمنينَ أوصاني بِكِ ، فَهَل لَكِ من حاجةٍ ؟ فقالت: لستُ لَكَ بأمٍّ ولَكِنِّي أمُّ المصلوبِ على رأسِ الثَّنيَّةِ ، وما لي مِن حاجةٍ ، ولَكِنِ انتظر حتَّى أحدِّثَكَ بما سَمِعْتُ منَ رسولِ اللَّهِ ، سَمِعْتُ رسولَ اللَّهِ صلَّى اللَّهُ عليهِ وسلَّمَ يقولُ: يخرجُ من ثقيفٍ كذَّابٌ ومبيرٌ ، فأمَّا الكذَّابُ فقد رَأيناهُ - تقصد المختار بن أبي عبيد الثقفي - ، وأمَّا المبيرُ فأنتَ ، فقالَ الحجَّاجُ: مُبيرُ المُنافقينَ 

### نار تخرج من أرض الحجاز
عن أبي هريرة أن رسول الله ﷺ قال لا تقوم الساعة حتى تخرج نار من أرض الحجاز تضيء أعناق الإبل ببصرى.
قال الإمام النووي: وقد خرجت في زماننا نار بالمدينة سنة أربع وخمسين وستمائة وكانت نارا عظيمة جدا من جنب المدينة الشرقى وراء الحرة تواتر العلم بها عند جميع الشام وسائر البلدان وأخبرنى من حضرها من أهل المدينة.
ويسرد لنا بن كثير فيقول عن هذه الحادثة العظيمة :
أخبرني من أثق به ممن شاهدها أنه بلغه أنه كتب بتيماء على ضوئها الكتب قال وكنا في بيوتنا تلك الليالي وكان في دار كل واحد منا سراج ولم يكن لها حر ولفح على عظمها إنما كانت آية من آيات الله عز وجل قال أبو شامة وهذه صورة ما وقفت عليه من الكتب الواردة فيها :
لما كانت ليلة الأربعاء ثالث جمادي الاخرة سنة أربع وخمسين وستمائة ظهر بالمدينة النبوية دوي عظيم ثم زلزلة عظيمة رجفت منها الأرض والحيطان والسقوف والاخشاب والابواب ساعة بعد ساعة إلى يوم الجمعة الخامس من الشهر المذكور ثم ظهرت نار عظيمة في الحرة قريبة من قريظة نبصرها من دورنا من داخل المدينة كأنها عندنا وهي نار عظيمة إشعالها أكثر من ثلاث
منارات وقد سالت أودية بالنار إلى وادي شظا مسيل الماء وقد مدت مسيل شظا وما عاد يسيل والله لقد طلعنا جماعة نبصرها فإذا الجبال تسيل نيرانا وقد سدت الحرة طريق الحاج العراقي فسارت إلى أن وصلت إلى الحرة فوقفت بعد ما أشفقنا ان تجيء إلينا ورجعت تسيل في الشرق فخرج من وسطها سهود وجبال نيران تأكل الحجارة فيها أنموذج عما أخبر الله تعالى في كتابه إنها ترمي بشرر كالقصر كأنه جمالة صفر وقد أكلت الأرض وقد كتبت هذا الكتاب يوم خامس رجب سنة أربع وخمسين وستمائة والنار في زيادة ما تغيرت وقد عادت إلى الحرار في قريظة طريق عير الحاج العراقي إلى الحرة كلها نيران تشتعل نبصرها في الليل من المدينة كأنها مشاعل الحاج واما ام النار الكبيرة فهي جبال نيران حمر والام الكبيرة التي سالت النيران منها من عند قريظة وقد زادت وما عاد الناس يدرون أي شيء يتم بعد ذلك والله يجعل العاقبة إلى خير فما أقدر أصف هذه النار.

### مشاركة المرأة زوجها في التجارة
- قال رسول الله ﷺ: «إن بين يدي الساعة، تسليم الخاصة، وفشو التجارة، حتى تعين المرأة زوجها على التجارة، وقطع الأرحام، وشهادة الزور، وكتمان شهادة الحق، وظهور القلم»[54]
- عن عمرو بن تغلب أن رسول الله ﷺ قال : «إن من أشراط الساعة: أن يفشو المال ويكثر، وتفشو التجارة، ويظهر الجهل، ويبيع الرجل البيع فيقول: لا، حتى أستأمر تاجر بني فلان، ويلتمس في الحي العظيم الكاتب لا يوجد»[55]

### تكالب الأمم على أمة الإسلام
عَنْ ثَوْبَانَ مَوْلَى النَّبِيِّ ﷺ ، قَالَ : قَالَ رَسُولُ اللَّهِ ﷺ : «يُوشِكُ أَنْ تَدَاعَى عَلَيْكُمُ الأُمَمُ مِنْ كُلِّ أُفُقٍ كَمَا تَتَدَاعَى الأَكَلَةُ عَلَى قَصْعَتِهَا ، قُلْنَا : مِنْ قِلَّةٍ بِنَا يَوْمَئِذٍ ؟ قَالَ : لا ، أَنْتُم يَوْمَئِذٍ كَثِيرٌ ، وَلَكِنَّكُمْ غُثَاءٌ كَغُثَاءِ السَّيْلِ ، يَنْزَعُ اللَّهُ الْمَهَابَةَ مِنْ قُلُوبِ عَدُوِّكُمْ وَيَجْعَلُ فِي قُلُوبِكُمُ الْوَهَنَ ، قِيلَ : وَمَا الْوَهَنُ ؟ قَالَ : حُبُّ الْحَيَاةِ وَكَرَاهِيَةُ الْمَوْتِ».

### الحفاة العراة يتطاولون في البنيان
في حديث جبريل المعروف عندما سأل النبيَّ ﷺ عن الساعة وقال: أخبرني عن أمارتها. فقال ﷺ: أن تلد الأمة ربتها، وأن ترى الحفاة العراة العالة رعاء الشاء يتطاولون في البنيان.
قال القرطبي: «المقصود الإخبار عن تبدل الحال بأن يستولي أهل البادية على أمر، ويتملكوا البلاد بالقهر فتكثر أموالهم وتنصرف هممهم إلى تشييد البنيان والتفاخر به، وقد شاهدنا ذلك في هذه الأزمان»
ويقول الحافظ ابن حجر: «ومعنى التطاول في البنيان أن كل من يبني بيتا يريد أن يكون ارتفاعه أعلى من ارتفاع الآخر».

## نبوءات لم تتحقق بعد

### تلد الأمة ربتها
في حديث جبريل المعروف عندما سأل النبيَّ ﷺ عن الساعة وقال: أخبرني عن أمارتها. فقال ﷺ: أن تلد الأمة ربتها، وأن ترى الحفاة العراة العالة رعاء الشاء يتطاولون في البنيان.
اختلف العلماء في تفسير هذه العلامة ومن هذه التفسيرات :
قال الإمام النووي «أن تلد الأمة ربتها» وفي الرواية الأخرى: «ربها» على التذكير، وفي الأخرى «بعلها» قال يعني السراري، ومعنى ربها وربتها: سيدها ومالكها وسيدتها ومالكتها».

### يحسر الفرات عن جبل من ذهب
عن أبي هريرة  قال : قال رسول الله ﷺ : لا تقوم الساعة حتى يُحْسَر الفرات عن جبل من ذهب يقتتل الناس عليه ، فيقتل من كل مائة تسعة وتسعون ، فيقول كل رجل منهم : لعلي أكون أنا أنجو.

### عودة جزيرة العرب مروجاً وأنهاراً
عن أبي هريرة  قال: قال رسول الله ـ ﷺ «لن تقوم الساعة حتى تعود أرض العرب مروجًا وأنهارًا»

### خسف البيداء
عن عائشة  قالت: قال رسول الله صلى الله عليه وسلم: يغزو جيش الكعبة فإذا كانوا ببيداء من الأرض يخسف بأولهم وآخرهم قالت: يا رسول الله، كيف يخسف بأولهم وآخرهم وفيهم أسواقهم ، ومن ليس منهم؟ قال: يخسف بأولهم وآخرهم ثم يبعثون على نياتهم.

### ظهور المهدي
عن علي بن أبي طالب قال رسول الله ﷺ: لو لم يبق من الدهر إلا يوم لبعث الله رجلا من أهل بيتي يملؤها عدلا كما ملئت جورا.

### الملحمة الكبرى
روى مسلم في صحيحه عن أبي هريرة أن النبي قال: لا تَقُومُ السَّاعَةُ حتَّى يَنْزِلَ الرُّومُ بالأعْماقِ، أوْ بدابِقٍ، فَيَخْرُجُ إليهِم جَيْشٌ مِنَ المَدِينَةِ، مِن خِيارِ أهْلِ الأرْضِ يَومَئذٍ، فإذا تَصافُّوا، قالتِ الرُّومُ: خَلُّوا بيْنَنا وبيْنَ الَّذِينَ سَبَوْا مِنَّا نُقاتِلْهُمْ، فيَقولُ المُسْلِمُونَ: لا، واللَّهِ لا نُخَلِّي بيْنَكُمْ وبيْنَ إخْوانِنا، فيُقاتِلُونَهُمْ، فَيَنْهَزِمُ ثُلُثٌ لا يَتُوبُ اللَّهُ عليهم أبَدًا، ويُقْتَلُ ثُلُثُهُمْ، أفْضَلُ الشُّهَداءِ عِنْدَ اللهِ، ويَفْتَتِحُ الثُّلُثُ، لا يُفْتَنُونَ أبَدًا فَيَفْتَتِحُونَ قُسْطَنْطِينِيَّةَ، فَبيْنَما هُمْ يَقْتَسِمُونَ الغَنائِمَ، قدْ عَلَّقُوا سُيُوفَهُمْ بالزَّيْتُونِ، إذْ صاحَ فِيهِمِ الشَّيْطانُ: إنَّ المَسِيحَ قدْ خَلَفَكُمْ في أهْلِيكُمْ، فَيَخْرُجُونَ، وذلكَ باطِلٌ، فإذا جاؤُوا الشَّأْمَ خَرَجَ، فَبيْنَما هُمْ يُعِدُّونَ لِلْقِتالِ، يُسَوُّونَ الصُّفُوفَ، إذْ أُقِيمَتِ الصَّلاةُ، فَيَنْزِلُ عِيسَى ابنُ مَرْيَمَ صَلَّى اللَّهُ عليه وسلَّمَ، فأمَّهُمْ، فإذا رَآهُ عَدُوُّ اللهِ، ذابَ كما يَذُوبُ المِلْحُ في الماءِ، فلوْ تَرَكَهُ لانْذابَ حتَّى يَهْلِكَ، ولَكِنْ يَقْتُلُهُ اللَّهُ بيَدِهِ، فيُرِيهِمْ دَمَهُ في حَرْبَتِهِ.

### فتح القسطنطينية ورومية وخروجالدجال
عن عبد الله بن عمر بينما نحن حول رسول الله ﷺ نكتب إذ سئل: أي المدينتين يفتح أولا قسطنطينية أو رومية؟ فقال النبي صلى الله عليه وسلم: بل مدينة هرقل أولا تفتح ".
وعن أبي هريرة رضي الله عنه، أن النبي ﷺ قال: سمعتم بمدينة جانب منها في البر وجانب منها في البحر، قالوا: نعم يا رسول الله، قال: لا تقوم الساعة حتى يغزوها سبعون ألفاً من بني إسحاق فإذا جاءوها نزلوا فلم يقاتلوا بسلاح ولم يرموا بسهم، قالوا لا إله إلا الله والله أكبر فيسقط أحد جانبيها -قال ثور وهو أحد رواة الحديث -لا أعلمه إلا قال: الذي في البحر، ثم يقولوا الثانية: لا إله إلا الله والله أكبر فيسقط جانبها الآخر، ثم يقولوا: لا إله إلا الله والله أكبر فيفرج لهم فيدخلوها فيغنموا، فبينما يقتسمون الغنائم إذ جاءهم الصريخ فقال: إن الدجال قد خرج، فيتركون كل شيء ويرجعون.
| نبوءات الرسول محمد | فتح القسطنطينية المبشر به في الحديث سيكون في مستقبل قريب أو بعيد يعلمه الله عز وجل، وهو الفتح الصحيح لها حين يعود المسلمون إلى دينهم الذي أعرضوا عنه، وأما فتح الترك الذي كان قبل عصرنا هذا فإنه كان تمهيداً للفتح الأعظم، ثم هي خرجت بعد ذلك من أيدي المسلمين منذ أعلنت حكومتهم هناك أنها حكومة غير إسلامية وغير دينية، وعاهدت الكفار أعداء الإسلام، وحكمت أمتها بأحكام القوانين الوثنية الكافرة، وسيعود الفتح الإسلامي لها إن شاء الله كما بشر به رسول الله ﷺ | نبوءات الرسول محمد |

### نزول عيسى بن مريم وقتله للدجال
- «والذي نفسي بيده ليوشكن أن ينزل فيكم ابن مريم، حكما عدلاً، فيكسر الصليب، ويقتل الخنزير، ويضع الجزية»[66]
- «لا تزال طائفة من أمتي يقاتلون على الحق، ظاهرين إلى يوم القيامة قال: فينزل عيسى ابن مريم، فيقول أميرهم: تعال صل لنا فيقول: لا، إن بعضكم على بعض أمراء تكرمة الله هذه الأمة»[67]
- «فينزل عيسى ابن مريم صلى الله عليه وسلم، فأمهم، فإذا رآه عدو الله ذاب كما يذوب الملح في الماء، فلو تركه لانذاب حتى يهلك، ولكن يقتله الله بيده، فيريهم دمه في حربته»[68]

### قتال عيسى لليهود
يُنبأ النبي محمد المسلمين بقيام حرب بين المسلمين واليهود قرب قيام الساعة، وأنهم ينصرون عليهم حتى إن الحجر والشجر يقول للمسلم: يا عبد الله! تعال هذا يهودي تعال فاقتله. حيث روى البخاري ومسلم في صحيحيهما عن أبي هريرة: «أنه رسول الله ﷺ قال: لا تَقُومُ السَّاعَةُ حتَّى تُقاتِلُوا اليَهُودَ، حتَّى يَقُولَ الحَجَرُ وراءَهُ اليَهُودِيُّ: يا مُسْلِمُ، هذا يَهُودِيٌّ وَرائي فاقْتُلْهُ.»،
اختلف شراح الحديث في زمن حدوث تلك الحرب، وأرجح الأقوال أنها عند نزِول عيسى ابن مَريمَ، ويَكونُ المُسلِمونَ معه، واليَهودُ مع المسيح الدجالِ. حيث يربط شراح الحديث بينه هذا الحديث وحديث اتباع سبعين ألف من يهود أصفهان للدجال: «يَتْبَعُ الدَّجَّالَ مِن يَهُودِ أصْبَهانَ، سَبْعُونَ ألْفًا عليهمُ الطَّيالِسَةُ». بينما احتمل بعض الشراح حدوث هذه الحرب قبل نزول عيسى بن مريم.
وقد ورد في حديث صحيح أن عيسى يقتل المسيح الدجال عند باب لد الشرقي، فيهزم الله اليهود ويقتلون أشد القتل. فلا تبقى دابة ولا شجرة ولا حجر يتوارى به يهودي إلا نطق ذلك الشيء فيقول: يا عبد الله المسلم هنا يهودي فتعال فاقتله إلا الغرقد فإنه لا ينطق. فقد روى أحمد بن حنبل في مسنده حديث يربط الواقعتين ببعضهما: عن عبد الله بن عمر: «أن رسول الله صلى الله عليه وسلم قال: يَنْزِلُ الدَّجَّالُ فِي هَذِهِ السَّبَخَةِ بِمَرِّ قَنَاةَ، فَيَكُونُ أَكْثَرَ مَنْ يَخْرُجُ إِلَيْهِ النِّسَاءُ، حَتَّى إِنَّ الرَّجُلَ لَيَرْجِعُ إِلَى حَمِيمِهِ وَإِلَى أُمِّهِ وَابْنَتِهِ وَأُخْتِهِ وَعَمَّتِهِ، فَيُوثِقُهَا رِبَاطًا مَخَافَةَ أَنْ تَخْرُجَ إِلَيْهِ، ثُمَّ يُسَلِّطُ اللهُ الْمُسْلِمِينَ عَلَيْهِ، فَيَقْتُلُونَهُ وَيَقْتُلُونَ شِيعَتَهُ، حَتَّى إِنَّ الْيَهُودِيَّ لَيَخْتَبِئُ تَحْتَ الشَّجَرَةِ أَوِ الْحَجَرِ فَيَقُولُ الْحَجَرُ أَوِ الشَّجَرَةُ لِلْمُسْلِمِ: هَذَا يَهُودِيٌّ تَحْتِي فَاقْتُلْهُ.»
قال ابن حجر: «والمراد لقتال اليهود وقوع ذلك إذا خرج الدجال ونزل عيسى، ووراء الدجال سبعون ألف يهودي كلهم ذو سيف محلى، فيدركه عيسى عند باب لُدّ فيقتله ويهزم اليهود، فلا يبقى شيء مما يتوارى به يهودي إلا أنطق الله ذلك الشيء، فقال: «يا عبد الله -للمسلم- هذا يهودي فتعال فاقتله»، إلا الغرقد فإنها من شجرهم.»
ومن حديث أبي أمامة الباهلي أن النبي قال: «فإذا انصرف قال عيسى : افتَحوا البابَ، فيَفْتَحُون ووراءَه الدَّجَّالُ، معه سبعونَ ألفَ يهوديٍّ، كلُّهم ذو سيفٍ مُحَلًّى وسَاجٍ، فإذا نظر إليه الدَّجَّالُ ذاب كما يذوبُ المِلْحُ في الماءِ . وينطلقُ هاربًا، … فيُدْرِكُه عند بابِ لُدٍّ الشرقيِّ، فيقتلُه، فيَهْزِمُ اللهُ اليهودَ، فلا يَبْقَى شيءٌ مِمَّا خلق اللهُ عَزَّ وجَلَّ يَتَواقَى به يهوديٌّ، إلا أَنْطَقَ اللهُ ذلك الشيءَ، لا حَجَرٌ ولا شجرٌ ولا حائطٌ ولا دابةٌ، إلا الغَرْقَدَةُ، فإنها من شَجَرِهِم لا تَنْطِقُ، إلا قال: يا عبدَ اللهِ المسلمَ هذا يهوديٌّ فتَعَالَ اقتُلْه. فيكونُ عيسى ابنُ مريمَ في أُمَّتِي حَكَمًا عَدْلًا، وإمامًا مُقْسِطًا يَدُقُّ الصليبَ، ويَذْبَحُ الخِنْزيرَ، ويضعُ الجِزْيةَ، ويتركُ الصدقةَ، فلا يَسْعَى على شاةٍ ولا بعيرٍ، وتُرْفَعُ الشحناءُ والتباغُضُ، وتُنْزَعُ حِمَةُ كلِّ ذاتِ حِمَةٍ، حتى يُدْخِلَ الوليدُ يدَه في فِيِّ الحَيَّةِ، فلا تَضُرُّه، وتَضُرُ الوليدةُ الأسدَ فلا يَضُرُّها، ويكونُ الذئبُ في الغنمِ كأنه كلبُها، وتُمْلَأُ الأرضُ من السِّلْمِ كما يُمْلَأُ الإناءُ من الماءِ، وتكونُ الكلمةُ واحدةً، فلا يُعْبَدُ إلا اللهُ، وتضعُ الحربُ أوزارَها، وتُسْلَبُ قريشٌ مُلْكَها، وتكونُ الأرضُ كفاثورِ الفِضَّةِ، تُنْبِتُ نباتَها بعَهْدِ آدمَ حتى يجتمعَ النَّفَرُ على القِطْفِ من العنبِ فيُشْبِعُهم، ويجتمعُ النَّفَرُ على الرُّمَّانةِ فتُشْبِعُهم، ويكونُ الثُّوْرُ بكذا وكذا وكذا من المالِ، ويكونُ الفَرَسُ بالدُّرَيْهِماتِ»  يقول محمد ناصر الدين الألباني: « فيذهب عيسى بحربته نحو الدجال فإذا نظر إليه الدجال ذاب كما يذوب الملح في الماء، فلو تركه لانذاب حتى يهلك ولكن يقتله الله بيده فيريه دمه في حربته فيدركه عند باب اللد الشرقي فيقتله فيهلكه الله عز وجل عند عقبة أفيق
فيهزم الله اليهود ويسلط عليهم المسلمون ويقتلونهم فلا يبقى شيء مما خلق الله يتوارى به يهودي إلا أنطق الله ذلك الشيء لا حجر ولا شجر ولا حائط ولا دابة – إلا الغرقدة فإنها من شجرهم لا تنطق – إلا قال يا عبد الله المسلم هذا يهودي ورائي فتعال فاقتله ثم يلبث الناس بعده سنين سبعا ليس بين اثنين عداوة»

### خروجيأجوج ومأجوج
من حديث النواس بن سمعان  قال: ذكر رسول الله ﷺ، الدجال ذات غداة فخفض فيه ورفع حتى ظنناه في طائفة النخل، إلى أن قال: ثم يأتي عيسى عليه السلام قوما قد عصمهم الله منه فيمسح عن وجوههم ويحدثهم بدرجاتهم في الجنة فبينما هو كذلك إذ أوحى الله تعالى إلى عيسى عليه السلام أني قد أخرجت عبادا لي لا يدان لأحد بقتالهم فحرز عبادي إلى الطور ويبعث الله يأجوج ومأجوج وهم من كل حدب ينسلون فيمر أوائلهم على بحيرة طبرية فيشربون ما فيها ويمر آخرهم فيقولون لقد كان بهذه مرة ماء ويحصر نبي الله عيسى عليه السلام وأصحابه حتى يكون رأس الثور لأحدهم خيرا من مائة دينار لأحدكم اليوم فيرغب نبي الله عيسى عليه السلام وأصحابه إلى الله تعالى فيرسل الله عليهم النغف في رقابهم فيصبحون فرسى كموت نفس واحدة ثم يهبط نبي الله عيسى عليه السلام وأصحابه إلى الأرض فلا يجدون في الأرض موضع شبر إلا ملأه زهمهم ونتنهم فيرغب نبي الله عيسى عليه السلام وأصحابه إلى الله تعالى فيرسل الله طيرا كأعناق البخت فتحملهم فتطرحهم حيث شاء الله ثم يرسل الله عز وجل مطرا لا يكن منه بيت مدر ولا وبر فيغسل الأرض حتى يتركها كالزلقة ثم يقال للأرض أنبتي ثمرتك وردي بركتك.

### خروج رجل من قحطان يسوق الناس بعصاه
«لا تقومُ الساعةُ حتى يخرجَ رجلٌ من قحطانَ ، يسوقُ الناسَ بعصاهُ
»

### خروج رجل يقال له الجهجاه
يخرج في آخر الزمان رجال يكون لهم صولة وجولة بين الناس ذكر النبي ﷺ بعضهم باسمه أو بوصفه من هؤلاء رجل يقال له الجهجاه، عن أبي هريرة  أن رسول الله ﷺ قال: لا تذهب الليالي والأيام حتى يملك رجل من الموالي يقال له :الجهجاه.

### رفع القرآن من المصاحف والصدور
عَنْ عبد الله بن مَسْعُودٍ قَالَ : «لَيُسْرَيَنَّ عَلَى الْقُرْآنِ ذَاتَ لَيْلَةٍ فَلا يُتْرَكُ آيَةٌ فِي مُصْحَفٍ وَلا فِي قَلْبِ أَحَدٍ إِلا رُفِعَتْ» 

### ترك الحج لبيت الله الحرام
«لا تقوم الساعة حتى لا يحج البيت» وذلك بعد يأجوج ومأجوج

### عودة بعض قبائل العرب لعبادة الأصنام
«لا تقوم الساعة حتى تضطرب أليات نساء دوس ، حول ذي الخلصة»

### هدم الكعبة على يدي رجل من الحبشة
أخرج الشيخان أنه ﷺ قال: يخرب الكعبة ذو السويقتين من الحبشة ، وزاد من رواية الإمام أحمد : ويسلبها حليتها، ويجردها من كسوتها، ولكأني أنظر إليه أصيلع أفيدع يضرب عليها بمسحاته ومعوله. وذكر ابن حجر أن هذا الفعل لا يقع إلا في آخر الزمان قرب قيام الساعة.

### طلوع الشمس من مغربها
عن أبي هريرة  أنه ﷺ قال ((لا تقوم الساعة حتى تطلع الشمس من مغربها، فإذا طلعت فرآها الناس آمنوا أجمعون فذلك حين لا ينفع نفس أو كسبت في إيمانها خيرا، ولتقومن الساعة وقد نشر الرجلان ثوبهما بينهما فلا يتباعيانه ولا يطويانه، ولتقومن الساعة وقد انصرف الرجل بلبن لقحته فلا يطعمه، ولتقومن الساعة وهو يليط حوضه فلا يسقي فيه، ولتقومن الساعة وقد رفع أكلته إلى فيه فلا يطعمها)) 

### خروج دابة الأرض
- ﴿وَإِذَا وَقَعَ الْقَوْلُ عَلَيْهِمْ أَخْرَجْنَا لَهُمْ دَابَّةً مِنَ الْأَرْضِ تُكَلِّمُهُمْ أَنَّ النَّاسَ كَانُوا بِآيَاتِنَا لَا يُوقِنُونَ ۝٨٢﴾ [النمل:82]
- قال رسول الله ﷺ: «ثلاث إذا خرجن لا ينفع نفساً إيمانها لم تكن آمنت من قبل أو كسبت في إيمانها خيراً: طلوع الشمس من مغربها، والدجال، ودابة الأرض.»[83]

| نبوءات الرسول محمد | رأسها رأس ثور وعينها عين خنزير، وأذنها أذن فيل، وقرنها قرن أيل، وعنقها عنق نعامة، وصدرها صدر أسد، ولونها لون نمر، وخاصرتها خاصرة هر، وذنبها ذنب كبش، وقوائمها قوائم بعير، بين كل مفصلين اثنا عشر ذراعاً، تخرج معها عصا موسى، وخاتم سليمان، فلا يبقى مؤمن إلا نكتت في وجهه نكتة بيضاء فتفشو في وجهه حتى يبيض وجهه ولا كافر إلا نكتت في وجهه نكتة سوداء بخاتم سليمان فتفشو تلك النكتة السوداء حتى يسود لها وجهه، حتى إن الناس ليتبايعون في الأسواق بكم ذا يا مؤمن؟ بكم ذا يا كافر؟ وحتى إن أهل البيت يجلسون على مائدتهم فيعرفون مؤمنهم من كافرهم، ثم تقول له الدابة: يا فلان أبشر أنت من أهل الجنة، ويا فلان أنت من أهل النار، فذلك قول الله تعالى (وَإِذَا وَقَعَ الْقَوْلُ عَلَيْهِمْ أَخْرَجْنَا لَهُمْ دَابَّةً مِنَ الْأَرْضِ تُكَلِّمُهُمْ أَنَّ النَّاسَ كَانُوا بِآياتِنَا لا يُوقِنُونَ ) | نبوءات الرسول محمد |

### خسف بالمشرق والمغرب وجزيرة العرب
قال رسولُ الله ﷺ: «لاتَقُومُ السّاعَةُ حَتّى تَرَوْا عَشْرَ آيَاتٍ: طُلُوعُ الشّمْسِ مِنْ مَغْرِبِهَا وَيَأْجُوجُ وَمَأْجُوجُ وَالدّابّةُ وَثَلاَثَةُ خُسُوفٍ: خَسْفٍ بالمَشْرِقِ وَخَسْفٍ بالمَغْرِبِ وَخَسْفٍ بِجَزِيرَةِ الْعَرَبِ، وَنَارٌ تَخْرُجُ مِنْ قَعْرِ عَدَنٍ تَسُوقُ النّاسَ أَوْ تَحْشُرُ النّاسَ فَتَبِيتُ مَعَهُمْ حَيْثُ بَاتُوا، وَتَقِيلُ مَعَهُمْ حَيْثُ قَالُوا».

## وصلات خارجية
- قبسات من حياة الرسول
- كتاب نبوءات الرسول ما تحقق منها وما لم يتحقق